# Dzwonkówka szaroniebieskawa

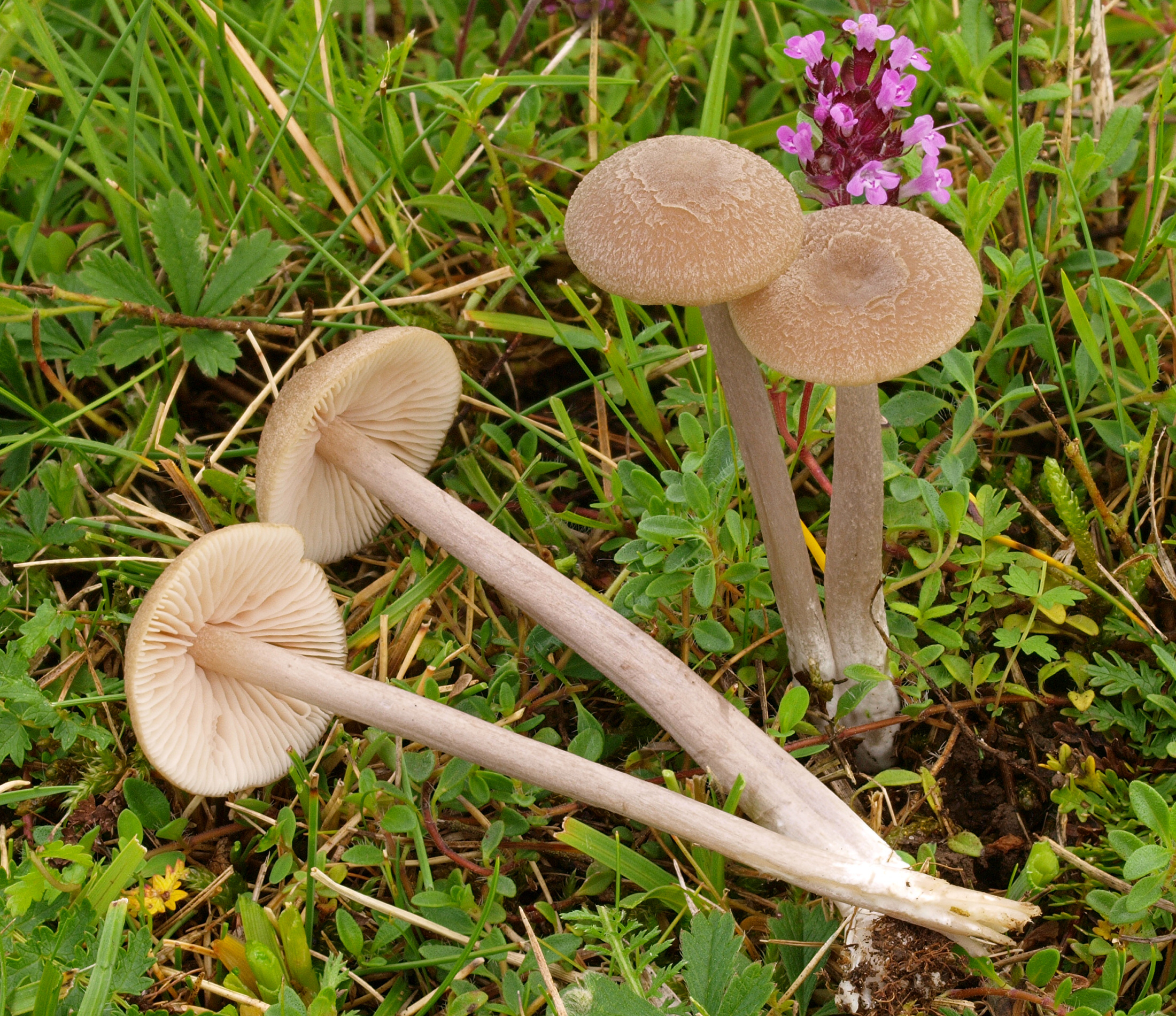

Dzwonkówka szaroniebieskawa (Entoloma griseocyaneum (Fr.) P. Kumm.) – gatunek grzybów z rodziny dzwonkówkowatych (Entolomataceae).

## Systematyka i nazewnictwo
Pozycja w klasyfikacji według Index Fungorum: Entoloma, Entolomataceae, Agaricales, Agaricomycetidae, Agaricomycetes, Agaricomycotina, Basidiomycota, Fungi.
Po raz pierwszy zdiagnozował go w 1821 r. Elias Fries, nadając mu nazwę Agaricus griseocyaneus. Obecną, uznaną przez Index Fungorum nazwę, nadał mu Paul Kummer w 1871 r. Synonimy:

- Agaricus griseocyaneus Fr. 1821
- Entoloma griseocyaneum var. glyciosmus Esteve-Rav. & A. Ortega 1999
- Entoloma griseocyaneum (Fr.) P. Kumm. 1871 var. griseocyaneum
- Entoloma griseocyaneum var. nudipes (J. Favre) Bon & Cheype 1987
- Entoloma griseocyaneum var. nudipes (J. Favre) E. Horak 1993
- Entoloma griseocyaneum var. rhodocephalum Maire 1933
- Hyporrhodius griseocyaneus (Fr.) J. Schröt. 1889
- Leptonia griseocyanea (Fr.) P.D. Orton 1960
- Rhodophyllus griseocyaneus (Fr.) Quél. 1886
- Rhodophyllus griseocyaneus (Fr.) Quél. 1886 var. griseocyaneus
- Rhodophyllus griseocyaneus var. nudipes J. Favre 1955

Nazwę zwyczajową zaproponował Władysław Wojewoda w 2003 r.

## Morfologia
Kapelusz
Średnica 1,5–5 cm, początkowo stożkowaty lub półkulisty, z wiekiem niewiele tylko wypłaszczający się. Brzeg początkowo podwinięty, potem wyprostowany. Jest niehigrofaniczny, w stanie wilgotnym nieprzeźroczysty. Powierzchnia młodych owocników włóknista, blado żółto-brązowa z różowym odcieniem, lub w kolorze od sepii do czerwonobrązowego, u starszych pokryta delikatnymi, przylegającymi łuseczkami, czasem z mikrokrystalicznymi cząstkami
Blaszki
W liczbie 20-30, z międzyblaszkami (l = 3–7), rzadkie, zwykle grube, głęboko wykrojone do prawie wolnych. Początkowo kremowobiałe, potem różowe. Ostrza gładkie, tej samej barwy.
Trzon
Wysokość 2–6 cm, grubość 1,5–5 mm, walcowaty lub spłaszczony, początkowo pełny, potem pusty. Powierzchnia niebieska, niebiesko-szara do fioletowej, gęsto pokryta białymi włókienkami, często z żółtym odcieniem u podstawy.
Miąższ
Mięsisty, pod powierzchnią skórki o tej samej barwie co powierzchnia kapelusza, wewnątrz biały. Bez zapachu i bez smaku.
Cechy mikroskopowe
Zarodniki nieregularnie wielokątne, w widoku z boku z dwuścienną podstawą. Mają wymiary 9,0–13,5 × 6,5–8,0 (–9,0) μm. Podstawki 35-52 × 9–13,5 μm, 4–zarodnikowe, ze sprzążkami. Cystyd brak. Skórka kapelusza zbudowana z szeroko maczugowatych do elipsoidalnych strzępek o szerokości do 40 μm. W strzępkach skórki wewnątrzkomórkowy brązowy pigment. W skórce i tramie błyszczące granulki. Brak sprzążek.
Gatunki podobne
Dzwonkówka błyszcząca (Entoloma lividocyanulum), która odróżnia się brakiem żłobień na kapeluszu i pępkowatym wklęśnięciem na jego środku. Dzwonkówka szaroniebieskawa nie ma takiego wklęśnięcia nigdy, nawet u starszych owocników w czasie wilgotnej pogody.

## Występowanie i siedlisko
Dzwonkówka szaroniebieskawa w Europie jest szeroko rozpowszechniona – występuje od Hiszpanii po północne rejony Półwyspu Skandynawskiego, także w Anglii i Irlandii. Brak jej na Islandii oraz w Europie Wschodniej. Poza Europą podano jej występowanie tylko w stanie Vermont w USA. Jest bardzo rzadka. Na terenie Polski do 2003 r. podano 3 stanowiska (Puszcza Kampinoska 1974, Puszcza Augustowska 1967 i Międzyrzec Podlaski 1900), ale w późniejszych latach podano wiele następnych. Znajduje się na Czerwonej liście roślin i grzybów Polski. Ma status E – gatunek wymierający. Znajduje się na listach gatunków zagrożonych także w Szwajcarii, Niemczech, Holandii, Norwegii, Szwecji.
Występuje pojedynczo lub w małych grupach na słabo nawożonych, półnaturalnych obszarach trawiastych, na kwaśnych i obojętnych glebach od lipca do października. W Polsce stanowiska znajdowały się na polanach leśnych.